# Glaucium arabicum
Glaucium arabicum là một loài thực vật có hoa trong họ Anh túc. Loài này được Fresen. mô tả khoa học đầu tiên năm 1833.